# Frank Fahrenhorst
Frank Fahrenhorst (* 24. September 1977 in Kamen) ist ein ehemaliger deutscher Fußballspieler und heutiger -trainer.

## Karriere

### Vereine
Fahrenhorsts erster Fußballverein war der VfK Nordbögge; während der Jugendzeit ging er zur SpVg Bönen. Von dort zog es ihn zur Hammer SpVg. 1994 wurde Fahrenhorst von Bernard Dietz entdeckt und wechselte zum VfL Bochum. Dietz wurde in der Folge zum Förderer für Fahrenhorst. 1996 absolvierte er sein Debüt in der Profimannschaft, die zu diesem Zeitpunkt in der Bundesliga spielte. In den folgenden Jahren etablierte er sich in der Stammelf; nach der Verpflichtung von Raymond Kalla 2002 gewann er an dessen Seite zusätzlich Stabilität. In der Folge trug er auch zum fünften Platz in der Bundesliga-Spielzeit 2003/04 bei, durch den sich die Mannschaft für die Teilnahme am UEFA-Pokal qualifizierte.
Die Teilnahme am UEFA-Pokal erlebte er nicht mehr, da er bereits im Sommer 2004 zum damaligen amtierenden Meister und Pokalsieger SV Werder Bremen wechselte. An der Weser war er in 39 Partien in der höchsten deutschen Spielklasse aktiv. 2006 wechselte er zu Hannover 96. Zur Saison 2009/10 ging Fahrenhorst zurück ins Ruhrgebiet und wechselte ablösefrei zum MSV Duisburg, bei dem er einen Vertrag bis 2011 unterschrieb. Er traf dort auf seinen alten Mentor Peter Neururer, unter dem er bereits beim VfL Bochum und kurzzeitig bei seinem vorherigen Klub Hannover 96 gespielt hatte.
Am 14. August 2010 lösten der MSV Duisburg und Fahrenhorst seinen noch bis 2012 laufenden Vertrag einvernehmlich auf. Zuvor wurde ihm mitgeteilt, dass er den Verein verlassen solle, da man mit ihm aus Kostengründen für die Saison 2010/11 nicht mehr plane.
Vor der Saison 2010/11 wechselte Fahrenhorst zur in der viertklassigen Regionalliga West spielenden zweiten Mannschaft des FC Schalke 04. Gleichzeitig wurde er für den Champions-League-Kader des FC Schalke nominiert. Im Juni 2012 beendete Fahrenhorst seine aktive Karriere.

### Nationalmannschaft
Am 12. August 2004 wurde Fahrenhorst von Bundestrainer Jürgen Klinsmann erstmals in die deutsche A-Nationalmannschaft eingeladen, als er für das Freundschaftsspiel im Ernst-Happel-Stadion in Wien gegen Österreich nominiert wurde. Am 18. August 2004 gab Fahrenhorst in jenem Spiel seinen Einstand in der A-Nationalmannschaft und spielte über die volle Spielzeit. Sein zweites und letztes Länderspiel bestritt der Verteidiger wenige Wochen später in Berlin gegen Brasilien.

## Trainerkarriere
Zum 1. Juli 2012 wurde Fahrenhorst Co-Trainer von Bernhard Trares beim FC Schalke 04 II. Ab dem 18. Januar 2013 trainierte er zusätzlich als Cheftrainer die U-17-Mannschaft. Zur Saison 2013/14 übernahm Christian Wörns den Posten als Cheftrainer der U-17-Mannschaft; Fahrenhorst trainiert seitdem die U-16-Mannschaft.
Am 30. März 2015 schloss Fahrenhorst den Lehrgang zum Fußballlehrer an der Hennes-Weisweiler-Akademie erfolgreich ab. Zur Saison 2015/16 löst er Uwe Grauer als Trainer der U-17-Mannschaft des FC Schalke 04 ab.
Zur Saison 2020/21 übernahm Fahrenhorst beim VfB Stuttgart das Amt des U21-Trainers. Nach der Saison 2022/23 verließ er den VfB wieder.

## Erfolge
- Deutscher Vize-Meister: 2006 mit Werder Bremen
- DFL-Ligapokal-Sieger: 2006 mit Werder Bremen